# バタリアンズ・オブ・フィア
『バタリアンズ・オブ・フィア』（原題：Battalions of Fear）はドイツのヘヴィメタルバンド、ブラインド・ガーディアンが1988年に発表した1枚目のスタジオ・アルバム。

## リマスター
2007年にリミックス・リマスターされ、ボーナストラックが追加されたバージョンが発売。
また、2013年に発売された「ア・トラヴェラーズ・ガイド・トゥ・スペース・アンド・タイム（A Traveler's Guide to Space and Time）」という限定ボックスセットには、ミキシングを若干の調整を加えた新たなリマスター盤が収録。

## 収録曲
全てオルブリッチとキアシュによる作曲。作詞はキアシュが担当。
但し、「ガーディアン・オブ・ザ・ブラインド」は4人の作曲と作詞。「ブライアン」はオルブリッチ、キアシュ、デュルクの作曲と作詞。
2007年リマスター盤ボーナストラック分の4曲は、ブラインド・ガーディアンの前身である、ルシファーズ・ヘリテイジ（Lucifer's Heritage）名義で発売されたデモテープ「Symphonies of Doom」のリマスター版。
|                                    | タイトル                                                                               | 演奏時間 | 解説 |
| ---------------------------------- | -------------------------------------------------------------------------------------- | -------- | --- |
| 1                                  | マジェスティ Majesty                                                                   | 7:28     | 『指輪物語』のアラゴルンが題材。 手回しオルガンのような音でヨハン・シュトラウス2世の美しく青きドナウ風の前奏から始まる |
| 2                                  | ガーディアン・オブ・ザ・ブラインド Guardian of the Blind                               | 5:09     | スティーヴン・キングの『IT』が題材                                                                                     |
| 3                                  | トライアル・バイ・ジ・アーカン Trial by the Archon                                     | 1:41     | インストゥルメンタル                                                                                                   |
| 4                                  | ウィザーズ・クラウン Wizard's Crown                                                    | 3:48     | アレイスター・クロウリーが題材。デモテープ（10-14曲目相当）では「Halloween」というタイトル                             |
| 5                                  | ラン・フォー・ザ・ナイト Run for the Night                                             | 3:33     | 『ホビットの冒険』が題材                                                                                               |
| 6                                  | ザ・マーター The Martyr                                                                | 6:14     | イエス・キリストの受難が題材。歌詞中の「Jump from the temple」は誤りだったと後のインタビューでハンズィは述べている     |
| 7                                  | バタリアンズ・オブ・フィア Battalions of Fear                                          | 6:06     | |
| 8                                  | バイ・ザ・ゲイツ・オブ・モリア By the Gates of Moria                                   | 2:52     | インストゥルメンタル。『指輪物語』に出てくる「モリア」にある門が題材。途中にドボルザークの新世界よりのフレーズが入る   |
| ボーナストラック                   |                                                                                        |          | |
| 9                                  | ガンダーフズ・リバース Gandalf's Rebirth                                               | 2:10     | 『指輪物語』に出てくるガンダルフが題材                                                                                 |
| 2007年リマスター盤ボーナストラック |                                                                                        |          | |
| 10                                 | ブライアン（デモ・ヴァージョン） Brian (Demo Version)                                  | 2:41     | モンティ・パイソンの『ライフ・オブ・ブライアン』が題材                                                                 |
| 11                                 | ハロウィン（デモ・ヴァージョン） Halloween (The Wizard's Crown) (Demo Version)         | 3:22     | 本作では「The Wizard's Crown」という名で収録                                                                           |
| 12                                 | ルシファーズ・ヘリテイジ（デモ・ヴァージョン） Lucifer's Heritage (Demo Version)       | 4:36     | |
| 13                                 | シンフォニーズ・オブ・ドゥーム（デモ・ヴァージョン） Symphonies of Doom (Demo Version) | 4:08     | |
| 14                                 | デッド・オブ・ザ・ナイト（デモ・ヴァージョン） Dead of the Night (Demo Version)        | 3:33     | |

## 参加ミュージシャン
- ハンズィ・キアシュ - ボーカル、ベース
- アンドレ・オルブリッチ - リードギター、バッキング・ボーカル
- マーカス・ズィーペン - リズムギター、バッキング・ボーカル
- トーマス ・"トーメン"・ スタッシュ - ドラムス

ゲストミュージシャン
- ハンス＝ペーター・フレイ（Hans-Peter Frey） - ドラムス（9曲目）
- クリストフ・タイゼン（Christof Theisen） - リズムギター（9曲目）
- ロルフィ・ケーラー（Rolfi Köhler） - バッキング・ボーカル
- ミヒャエル・フォス（Michael Voss） - バッキング・ボーカル

プロダクション
- プロデュース - カレ・トラップ（Kalle Trapp）
- レコーディングスタジオ - カロ・スタジオ（Karo Studio） / ミュンスター
- エグゼクティブ・プロデューサー - チャーリー・リン（Charly Rinne）
- エンジニア - ホルガー・シュライバー（Holger Schreiber）（9曲目）
- アルバムジャケットデザイン - Van Waay Design

ルシファーズ・ヘリテイジ（Lucifer's Heritage）（10-14曲目）参加ミュージシャン
- ハンズィ・キアシュ - ボーカル、ベース
- アンドレ・オルブリッチ - リードギター
- マーカス・デュルク - リズムギター、バッキング・ボーカル（13曲目）
- トーマス ・"トーメン"・ スタッシュ - ドラムス